# Dennis Taylor (dirkač)
Dennis Taylor, britanski dirkač Formule 1, * 12. junij 1921,  Sidcup, Kent, Anglija, Združeno kraljestvo, † 2. junij 1962, Monte Carlo, Monako.
Dennis Taylor je pokojni britanski dirkač Formule 1. Svoj edini nastop v Formuli 1 je zabeležil na domači dirki za Veliko nagrado Velike Britanije v sezoni 1959, ko se mu z dirkalnikom Formule 2 Lotus 12 ni uspelo kvalificirati na samo dirko. Leta 1962 se je smrtno ponesrečil na manjši dirki v Monte Carlu.

## Popolni rezultati Formule 1
(legenda) (odebeljene dirke pomenijo najboljši štartni položaj, poševne pa najhitrejši krog, †-uvrščen kljub odstopu)
| Leto | Moštvo        | Šasija        | Motor             | 1   | 2   | 3   | 4   | 5      | 6   | 7   | 8   | 9   | Prv | Toč |
| ---- | ------------- | ------------- | ----------------- | --- | --- | --- | --- | ------ | --- | --- | --- | --- | --- | --- |
| 1959 | Dennis Taylor | Lotus 12 (F2) | Climax Straight-4 | MON | 500 | NIZ | FRA | VB DNQ | NEM | POR | ITA | ZDA | -   | 0   |